# Stobno (Kołbaskowo)

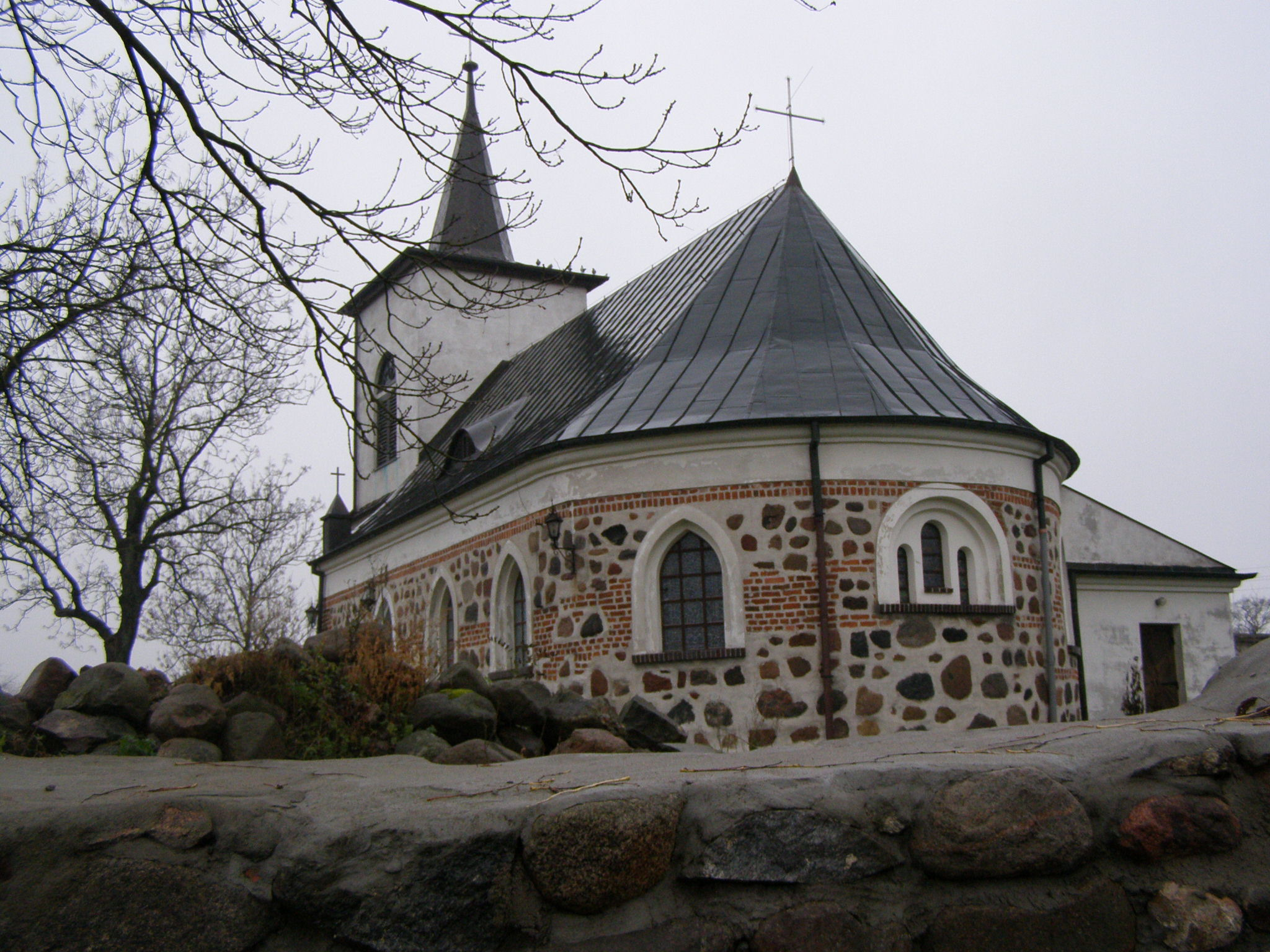
Dorfkirche, bis 1945 Gotteshaus der evangelischen Gemeinde Stöven (Aufnahme 2007)

Stobno (deutsch Stöven) ist ein Dorf in der polnischen Woiwodschaft Westpommern. Das Dorf bildet einen Teil der Gmina Kołbaskowo (Gemeinde Kolbitzow) im Powiat Policki (Pölitzer Kreis).

## Geographische Lage
Der Ort liegt in Vorpommern, etwa 8 Kilometer westlich von Stettin (Szczecin), etwa 17 Kilometer südwestlich von Police (Pölitz) sowie vier Kilometer östlich der Grenze zwischen der Bundesrepublik Deutschland und der polnischen Woiwodschaft Westpommern.

## Geschichte
Das Dorf wurde erstmals als villa Stebene im Jahre 1243 in einer Urkunde des pommerschen Herzogs Barnim I. genannt, mit der dieser Schenkungen an das Stettiner Nonnenkloster bestätigte. Daneben existiert eine Urkunde aus dem Jahre 1251, mit der Herzog Barnim I. das Dorf, nun Stopele genannt, dem Stettiner Nonnenkloster verlieh.
Die Gemarkung der Gemeinde Stöven war am Anfang der 1930er Jahre 7,9 km² groß und beherbergte 63 Wohnhäuser. Neben dem Dorf Stöven bestanden die drei Wohnplätze Bahnhof Stöven (Bz. Stettin), Gut Stöven und Prilipp.
Im Jahr 1945 gehörte Stöven zum Landkreis Randow im Regierungsbezirk Stettin der preußischen Provinz Pommern des Deutschen Reichs. Die Ortschaft war dem Amtsbezirk Neuenkirchen zugeordnet. 
Gegen Ende des Zweiten Weltkriegs wurde die Region von der Roten Armee besetzt. Nach Kriegsende wurde Stöven zusammen mit Stettin und ganz Hinterpommern  – militärische Sperrgebiete ausgenommen – seitens der sowjetischen Besatzungsmacht der Volksrepublik Polen zur Verwaltung unterstellt. Es begann danach schon die Zuwanderung der ersten Polen. Das Dorf wurde in  „Stobno“ umbenannt. In der Folgezeit wurde die einheimische Bevölkerung von der polnischen Administration aus der Region vertrieben.

### Entwicklung der Einwohnerzahl
- 1925: 461[4]
- 1933: 532[5]
- 1939: 549[5]

## Verkehr
Das Dorf liegt an der Bahnstrecke Bützow–Stettin. Hier zweigte die inzwischen stillgelegte Randower Bahn nach Nordwesten ab. Der Bahnhof wurde Ende 2014 auch wieder für den Personenverkehr geöffnet, jedoch wurde der Fahrgastbetrieb aufgrund knapper Fahrzeit und geringen Fahrgastaufkommens am 15. März 2015 wieder eingestellt.

## Söhne und Töchter des Ortes
- Daniel Heinrich Jobst (1785–1839), Land- und Stadtgerichtsrat in Stettin
- Emil Ritter (1858–1914), Gutsbesitzer und Mitglied des Deutschen Reichstags